# Carl August Lieberich
Carl August Lieberich (* 22. Juni 1893 in Neustadt/Haardt; † 21. Oktober 1970 in Kapstadt) war ein deutscher Offizier und Verbandsfunktionär. Er war von 1950 bis 1964 Geschäftsführer im Hauptverband der Deutschen Holzindustrie (HDH) in Wiesbaden.

## Leben
Carl August Lieberich war der Sohn von Christian Ludwig Lieberich (* 1856 in Winzingen; † 1928 in Neustadt/Haardt) und Georgine Philippine Kranzbühler. Eltern und Großeltern waren Müller auf der Kronenmühle in Winzingen.
Nach dem Abitur am humanistischen Gymnasium in Neustadt im Jahr 1912 trat Lieberich in das Rheinische Fußartillerie-Regiment Nr. 8 in Metz ein. Er diente im Ersten Weltkrieg als Leutnant und wurde mit beiden Klassen des Eisernen Kreuzes ausgezeichnet. 1917 erfolgte die Beförderung zum Oberleutnant.
Von 1919 bis 1922 studierte er Volkswirtschaft in Berlin. 1920 wurde er zudem Abteilungsleiter der Vereinigung Deutscher Arbeitgeberverbände in Berlin und wirkte am Entwurf des Arbeitsnachweisgesetzes vom 22. Juli 1922 mit. Am 1. August 1922 wurde Carl August Lieberich zum Geschäftsführer mehrerer Wirtschafts- und Arbeitgeberverbände des Gebietes Mainz-Wiesbaden berufen, wo er sich sozial- und tarifpolitischen Aufgaben stellte, die dank seines Verhandlungsgeschickes die Tarifpartner – ohne Schlichtungsinstanzen – einander näherbrachten. Nach der Selbstauflösung der Arbeitgeberverbände unter dem Druck der NSDAP am 14. Dezember 1933 übernahm er 1934 als Prokurist die Leitung der Sozial- und Personalabteilung der Chemischen Werke Albert in Wiesbaden-Biebrich.
1941 erfolgte Lieberichs Einberufung als Major nach St. Malo (Normandie), wo er für den Nachschub der durch die Wehrmacht besetzten Kanalinseln Jersey, Guernsey und Alderney zuständig war. Am 11. August 1944 wurde er als Verteidiger des Fort de la Varde/Paramé mit dem Ritterkreuz des Eisernen Kreuzes ausgezeichnet. Nach der Landung der Alliierten in der Normandie geriet er im August 1944 bei der Schlacht um die Bretagne in US-amerikanische Kriegsgefangenschaft.
Nach der Repatriierung 1947 war er zunächst Prokurist einer Chemikaliengroßhandelsfirma in Wiesbaden bis zu seiner Berufung zum Geschäftsführer des HDH (Hauptverband der Deutschen Holzindustrie) am 1. September 1950. 1963 erhielt er das Bundesverdienstkreuz 1. Klasse.
Carl August Lieberich wurde in Wiesbaden-Biebrich beigesetzt. Der dritte Sohn – Holger Lieberich (* 1940) – wurde als Hornist bekannt.